# 地絡継電器
地絡継電器（ちらくけいでんき、英: Ground Relays、GR）とは、電路のケーブルや機器の絶縁が劣化、または絶縁破壊され、電路と大地間が接触して起こる地絡事故を検出する機器である。地絡は、一般的には漏電と呼ばれている。方向性、無方向性があり、場合によって使い分けられる。身近な例としては、一般家庭用100/200V回路に取り付けられる漏電遮断器に内蔵されている。
また、キュービクルや変電所にも設置されている。これらは、受電側の事故が波及事故にならないよう、電力会社との保護協調を取り設置されている。
なお、電気系統の関係から変圧器ごとに漏電の電流値は異なっているため、重要な設備がある場合は変圧器ごとに取り付けることが望ましい。

## 種類

### 地絡継電器（英：Ground Relays、GR）
大地と電路が接触してしまった場合の事故電流を零相変流器（ZCT）で検出し電路を解放する。つまり、零相電流の大きさで判断する。

### 地絡方向継電器（英：Directional Ground Relays、DGR）
大地と電路が接触してしまった場合の事故電流を零相変流器（ZCT）と零相電圧検出装置（ZPD）の組み合わせで検出し、電路を解放する。ケーブルのこう長がある場合に使用する。

## 誤動作
他の系統の送電線や、同系統の需要家で地絡事故が発生した場合、地絡継電器では誤作動を起こすことがある。これは、構外で起こった地絡事故の地絡電流が、構内のケーブルの静電容量を通って帰還してしまうため、地絡継電器が誤動作してしまうのである。
もし仮に、他の需要家等から地絡電流が流れ込むと予想される場合は、地絡方向継電器(DGR)を使用する。方向性があれば、他で起きた事故に影響されて継電器が動作することはめったにない。